# カーマ (短剣)
カーマ（ロシア語：Кама；英語：Qama,Khama）とは、カフカース（コーカサス）地方で用いられた短剣の一種である。
ジョージア(グルジア)・ダガー（英語: Georgia(Georgian) Dagger）”、カフカース・ダガー（Caucasus(Caucasian) Dagger）”等とも呼称される。“カーマ”とはグルジア語で「短剣」を意味する言葉であり、英語の「ダガー（英語: Dagger）」に相当する短寸の両刃の刀剣類を指す。語源はアブハズ語で「短剣」を意味する“Кам”に由来する。
現在ではロシア語で「両刃の短剣」を意味する“キンジャール”(ロシア語: Кинжал)とほぼ同一の短剣類を指す言葉となっている。

## 来歴
カフカース地方で伝統的に用いられた他、トルコなどの周辺地域にも伝播した。
18世紀から始まったロシア帝国の南下政策によってカフカースが植民地化されるとコサックの装備として取り入れられ、コサックによって広く用いられたことから、ロシアにおいては“短剣(キンジャール)”といえばまずこのカーマが連想されるようになり、「カーマ＝キンジャール」の認識が定着した。
そのため、現代においては「コサックの短剣」としての“キンジャール”」と本来の「カフカース地域伝統の短剣」としての“カーマ”」は区分が曖昧になっているが、現在でもカフカースの諸地域では、地域独特の様式を残したものが作られて用いられている。